# Cratere Turgis
Turgis è un cratere sulla superficie di Giapeto.